# Умар Узаир
Ума́р Узаи́р бин Мохд Зин (малайск.  Umar Uzair Bin Mohd Zin); (17 июня 1987, Джохор-Бару) — малайзийский писатель, певец и шоумен.

## Краткая биография
В 2004 г. окончил религиозную школу с арабским языком в Понтиане (штат Джохор), в 2007 — Колледж информационных и мультимедийных технологий (SEGI College) в Куала-Лумпуре, в 2010 г. — Национальную академию искусства и культурного наследия Малайзии. С 2010 г. — шоумен и профессиональный певец. Выступает в телепрограммах, сольных и сборных концертах в стране и за рубежом: Индонезия (2014, 2015, 2018; в том числе совместно с известной индонезийской певицей Хетти Кус Энданг), Сингапур (2014), Бишкек (2015),Москва (2015),Катманду (2018). В апреле 2017 г. пел в престижном Дворце культуры в Куала-Лумпуре, в 2018 г. — во дворце Верховного правителя (короля) Малайзии.
Пишет прозу и стихи. Считает своим учителем Национального писателя Кемалу. Выпустил пять сборников стихов и рассказов, публикует свои произведения также в коллективных антологиях и литературных журналах. Участник Всемирного конгресса поэтов (2013 г.). Представлял Малайзию на Всемирном фестивале эпосов народов мира в Бишкеке (2015), на Международном молодёжном форуме в Москве (2015) и Саммите Азиатско-Тихоокеанского региона в Непале (2018). Генеральный секретарь писательской организации «Великая малайская Нусантара» (2012—2016 и 2017—2018 гг). и объединения «Друзья культуры и искусства» (SEBUDI, 2013—2014 гг.), исполнительный директор компании Meja Poedjangga Malaysia Enterprise (с 2016 г.)

## Публикации
- Sampai Mati Projek (До завершения проекта). Kuala Lumpur: Youth Beat Management, 2010 (сборник рассказов).
- Mana Bulan Sorokkan (Там, где прячется луна). Kuala Lumpur: Youth Beat Management, 2011 (сборник стихов).
- 'Pesta di Padang Jiwa (Праздник на поле души). Kuala Lumpur: ITBM, 2015 (сборник стихов).
- Rindu Ramadan Sayang Syawal (Тоскуя по рамадану, любя шаваль). Kuala Lumpur: Meja Poedjangga Malaysia, 2018 (сборник рассказов).

## Дискография
- (сингл) Yang Aku Mahu (То, чего я хочу) (2012)
- (альбом) Pintalah Aku Ke Sana (Позови меня туда) (2016)[6]
- (альбом) Hasrat Sang Enggang (Желание Птицы-носорога) (2019)

## Награды
- Награда «Юный поэт АСЕАН 2015» (Университет Мухаммадья, Джокьякарта, Индонезия, 2015)
- Грамота Академии изящных искусств Дакки (Дакка, Бангладеш, 2015)
- Грамота Международного молодёжного форума в Москве (2015)
- Премия «Патрия» (Великая малайская Нусантара, 2018)